# Um Mundo Perfeito
A Perfect World (br/pt: Um Mundo Perfeito) é um filme de 1993 dirigido por Clint Eastwood, estrelando Kevin Costner, Clint Eastwood, Laura Dern e T J Lowther.

## Produção
Clint Eastwood realizava Na Linha de Fogo, quando recebeu o roteiro de A Perfect World. Ele também estava concorrendo ao Oscar por Os Imperdoáveis e viu A Perfect World como uma oportunidade de trabalhar apenas como diretor, sem precisar atuar por um tempo. Contudo, quando Kevin Costner leu o roteiro do filme, sugeriu que Eastwood seria perfeito para o papel do Texas ranger Red Garnett. Eastwood concordou, já que seu personagem não exigiria muito, deixando-o a maior parte do tempo livre para trabalhar atrás das câmeras.
O filme foi realizado em Martindale, Texas, perto de Lockhart.